# Сен-Жермен-Нюель
Сен-Жермен-Нюель (фр. Saint-Germain-Nuelles) — муніципалітет у Франції, у регіоні Овернь-Рона-Альпи, департамент Рона. Сен-Жермен-Нюель утворено 1-1-2013 шляхом злиття муніципалітетів Сен-Жермен-сюр-л'Арбрель i Нюель. Адміністративним центром муніципалітету є Сен-Жермен-сюр-л'Арбрель. Населення — 2245 осіб (01.01.2021).